# Carex crus-corvi
Carex crus-corvi är en halvgräsart som beskrevs av Robert James Shuttleworth och Gustav Kunze. Carex crus-corvi ingår i släktet starrar, och familjen halvgräs. Inga underarter finns listade i Catalogue of Life.